# Hasenkrug
Hasenkrug er en by og en kommune i det nordlige Tyskland, beliggende i Amt Bad Bramstedt-Land i
den vestlige del af Kreis Segeberg. Kreis Segeberg ligger i den sydøstlige del af delstaten Slesvig-Holsten.

## Geografi
Hasenkrug ligger omkring 8 km nord for Bad Bramstedt og 12 km sydvest for Neumünster. Mod øst går motorvejen A7 fra Hamborg mod Flensborg. Brokstedt Jernbanen mellem Bad Bramstedt og Neumünster går langs den nordvestlige kommunegrænse, og nærmeste station er i Brokstedt lige vest for kommunen.